# Liste der Äbte von Saint-Victor
Die folgenden Personen waren Äbte von Saint-Victor:
- 1005-1020: Guifred oder Wilfred
- 1020-1047: Isarn
- 1047-1060: Pierre I.
- 1060-1065: Durand
- 1065-1079: Bernard de Millau
- 1079-1106: Richard de Millau, Kardinal, danach Bischof von Narbonne
- 1112-1113: Otto
- 1119-1122: Radulphus
- 1127-1129: Bernard Garin, danach Erzbischof von Arles
- 1129-1130: Ganselinus (oder Gancelinus)
- 1134-1145: Pierre II. Salomonis
- 1149-1163: Guillaume Petri
- 1163-1165: Fredol d'Anduze
- 1166-1178: Pierre III. de Nogaret
- 1179-1180: Deodatus de Severac
- 1180-1181: Bertrand de Monte Murato
- 1181-1192: Astorgius
- 1193-1215: Roncelin I.
- 1215-1234: Bonfils
- 1234-1243: Pierre IV. Guillelmi
- 1245-1249: Guillaume de Portu
- 1249-1254: Roncelin II.
- 1254-1265: Étienne
- 1266-1278: Guillaume de Grese
- 1278-1288: Jean de Comines (oder de Commis), danach Bischof von Puy-en-Velay
- 1288-1293: Raimond Lordet
- 1294-1324: Guillaume de Sabran, danach Bischof von Digne
- 1324-1328: Guillaume de Gardaillac, danach Bischof von Saint-Papoul
- 1328-1334: Ratier de Lénac
- 1335-1339: Gilbert de Contobre (oder de Cantabrion), danach Bischof von Rodez
- 1339-1348: Amalvin de Roquelaure
- 1348-1361: Étienne de Clapiers
- 1361-1364: Guillaume Grimoard
- 1364-1380: Étienne Aubert
- 1380-1383: Pons de l'Orme
- 1383-1384: Savaric Christiani
- 1385-1405: Jean Bonvin
- 1405-1424: Pierre Flamenc
- 1424-1442: Guillaume du Lac
- 1442-1474: Pierre du Lac
- 1475-1506: Ogier d'Anglure, danach Bischof von Marseille
- 1506-1513: Robert de Guibé, Kardinal, danach Bischof von Rennes und von Nantes
- 1514-1516: Frédéric de Saint-Séverin
- 1517-1523: Giulio de’ Medici
- 1524-1535: Augustin Trivulce, danach Bischof von Toulon
- 1535-1544: Philippe Trivulce
- 1548-1565: Giulio della Rovere
- 1565-1568: Philippe Rodulfi
- 1568-1571: Lorenzo Strozzi, Kardinal, auch Erzbischof von Albi und von Aix-en-Provence
- 1574-1584: Julien de Médicis, auch Bischof von Béziers, Erzbischof von Aix-en-Provence und von Albi
- 1585-1622: Robert de Frangipani
- 1622-1632: Antoine de Bourbon, comte de Moret
- 1632-1638: Louis de Nogaret de La Valette d’Épernon, auch Erzbischof von Toulouse
- 1639-1653: Alphonse-Louis du Plessis de Richelieu, auch Erzbischof von Aix-en-Provence und von Lyon
- 1653-1661: Jules Mazarin
- 1662-1703: Philippe de Bourbon-Vendome, Großprior von Frankreich des Malteserordens
- 1703-1727: Jacques Gouyon de Matignon, auch Bischof von Condom
- 1739-1751: François Honoré Antoine de Beauvilliers de Saint-Aignan, auch Bischof von Beauvais
- 1751-1788: Louis François Camille de Lorraine
- 1788-1790: François de Fontanges